# جیمز ادوارد گرنت
جیمز ادوارد گرنت (انگلیسی: James Edward Grant؛ زاده ۲ ژوئیهٔ ۱۹۰۵ - درگذشته ۱۹ فوریه ۱۹۶۶) یک نویسنده اهل ایالات متحده آمریکا بود.

## بخشی از فیلمشناسی
- داناوانز ریف (۱۹۶۳)
- شن‌های آیو جیما (۱۹۴۹)
- آلامو (۱۹۶۰)
- کومانچروها (فیلم) (۱۹۶۱)
- دنیای سیرک (۱۹۶۴)
- آخرین واگن (فیلم ۱۹۵۶)
- هوندو (فیلم) (۱۹۵۳)
- یاغی مغرور (۱۹۵۸)
- جیم مک‌لین بزرگ (۱۹۵۲)
- کلاید بیتی (۱۹۵۴)
- آخرین واگن (فیلم ۱۹۵۶) (۱۹۵۶)
- فرشته و راهزن (۱۹۴۷)

## افتخارات
- نامزد جایزه اسکار بهترین فیلم‌نامه غیراقتباسی در سی و یکمین دوره جوایز اسکار (۱۹۵۹)